# حسين آباد سارويي (مقاطعة فيروزآباد)
حسين‌آباد سارويي (بالفارسية: حسین‌آباد سارویی) هي قرية تقع في قسم أحمد آباد الريفي في إيران. يقدر عدد سكانها بـ 126 نسمة .